# Direction interrégionale de la Mer
Les directions interrégionales de la Mer (DIRM) en France métropolitaine et les directions de la Mer (DM) en outre-mer, sont des services déconcentrés de l'État chargés de mettre en œuvre les politiques publiques dans le domaine de la mer (sécurité maritime, protection de l'environnement marin et gestion des ressources marines, développement durable et régulation des activités maritimes, enseignement maritime, surveillance et police maritimes).

## Histoire

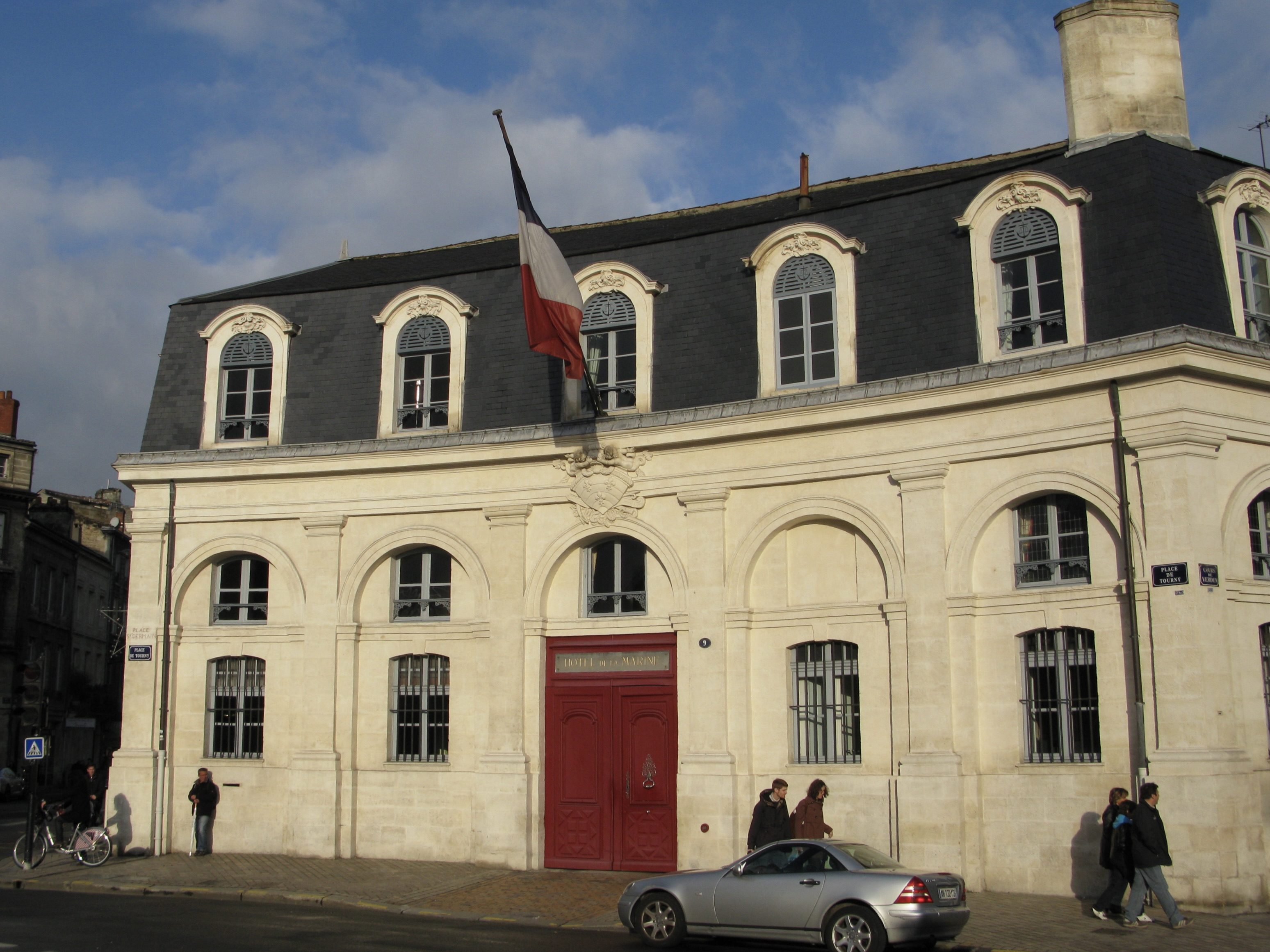
Siège de la DIRM Sud-Atlantique à l’Hôtel de la Marine à Bordeaux.

Les directions interrégionales de la mer (DIRM) et, en outre-mer, les directions de la mer (DM) sont créées en 2010.
Elles intègrent les différents services des Affaires maritimes (directions régionales, interdépartementales et départementales des affaires maritimes) et les anciens services maritimes de l'équipement qui pouvaient être autonomes ou faire partie des directions départementales de l'Équipement (DDE). Les délégués de façade maritime des anciennes directions régionales de l'environnement de Basse-Normandie, de Bretagne et de Méditerranée les ont également rejoints.

## Attributions
Les directions interrégionales de la Mer et les directions de la Mer ont une compétence très large dans les questions concernant la mer. Sa seule limite est la défense nationale. 
Elles sont compétentes pour tous les autres domaines, qu'il s'agisse de la protection de l'environnement en mer et sur le littoral, de la pêche et de l'aquaculture, de la formation maritime et des lycées professionnels maritimes, du travail maritime, du développement durable des activités maritimes, de la signalisation maritime, de la surveillance, du sauvetage et de la sécurité en mer, de la police et du contrôle des activités maritimes. 
Elles sont également chargées de la préparation et de la mise en œuvre des plans d'action pour le milieu marin (décret n° 2011-492 du 5 mai 2011 relatif au plan d'action pour le milieu marin) et des documents stratégiques de façade (décret n° 2012-219 du 16 février 2012 relatif à la stratégie nationale pour la mer et le littoral et aux documents stratégiques de façade), qui organisent la planification stratégique et spatiale des espaces marins.
Les directions interrégionales de la mer assurent enfin le secrétariat des conseils maritimes de façade, créés à la suite du Grenelle de la mer (arrêté du 27 septembre 2011 relatif à la composition et au fonctionnement des conseils maritimes de façade).

## Organisation
Ces directions relèvent du ministère chargé de la mer. Elles sont placées sous l'autorité du préfet de région où la direction a son siège, également préfet de façade maritime, et sont également mises à disposition des autres préfets de région et de département de son ressort, ainsi que, en métropole, du préfet maritime. Pour certaines compétences (enseignement maritime, sécurité du navire, suivi des infractions maritimes), elles sont sous l'autorité directe du ministre chargé de la mer.
Le directeur interrégional de la Mer ou le directeur de la Mer peut être soit un fonctionnaire civil, soit un militaire, en général un officier supérieur ou général des affaires maritimes. 
Chaque direction comprend, outre le siège, un service interrégional de santé des gens de mer et, le cas échéant, un centre régional opérationnel de surveillance et de sauvetage (CROSS), un centre de sécurité des navires (CSN), des établissements des phares et balises et un centre de stockage POLMAR. Chacun de ces services peut être présent plusieurs fois dans le ressort d'une même direction. 
La direction de la Mer « Nord-Atlantique-Manche Ouest » possède par ailleurs une antenne à Rennes en Bretagne, celle de Méditerranée une antenne à Ajaccio en Corse et celle de l'Atlantique Sud une antenne à La Rochelle. À noter également qu'à la suite de la réforme territoriale de 2014 promulguée en 2015 et effective au 1er janvier 2016, la DIRM Sud Atlantique ne s'étend plus que sur la seule région Nouvelle-Aquitaine.
Pour les missions relatives à la sécurité en mer, la direction de la Mer de la Martinique voit sa mission étendue à toute la zone Antilles/Guyane.
Enfin, la direction de la Mer de La Réunion est compétente pour l'ensemble du bassin océan indien (Mayotte, Réunion, Terres australes et antarctiques françaises).

## Implantations
| Direction                            | Ressort                                                          | Siège          |
| ------------------------------------ | ---------------------------------------------------------------- | -------------- |
| Directions interrégionales de la Mer |                                                                  |                |
| Manche Est - Mer du Nord             | Hauts-de-France, Normandie                                       | Le Havre       |
| Nord-Atlantique - Manche Ouest       | Bretagne, Pays de la Loire                                       | Nantes         |
| Sud-Atlantique                       | Nouvelle-Aquitaine                                               | Bordeaux       |
| Méditerranée                         | Occitanie, Provence-Alpes-Côte d'Azur, Corse                     | Marseille      |
| Directions de la Mer                 |                                                                  |                |
| Guadeloupe                           | Guadeloupe, Saint-Barthélemy, Saint-Martin                       | Pointe-à-Pitre |
| Martinique                           | Martinique                                                       | Fort-de-France |
| Guyane                               | Guyane                                                           | Cayenne        |
| Sud océan Indien                     | La Réunion, Mayotte, Terres australes et antarctiques françaises | Saint-Denis    |